# Хохлатая паламедея
Хохла́тая паламеде́я, или ошейниковая паламедея, или чайя (лат. Chauna torquata) — птица из семейства паламедей.

## Описание
Хохлатая паламедея — крупная птица с довольно высокими ногами. Клюв рогатой паламедеи очень похож на клюв куриных птиц. Между длинными пальцами ног имеются едва заметные перепонки. Из-за сходства мышечной системы и строения скелета этот вид ближе к утиным. Оперение хохлатой паламедеи имеет коричневые, серые и чёрные тона. Острая шпора на сгибе крыла ловко применяется для защиты.

## Распространение
Хохлатая паламедея распространена в Боливии, Перу, Аргентине, Парагвае, Бразилии и Уругвае. Она предпочитает обитать на влажных лугах, а также на лесных озёрах и болотах.

## Размножение
Большое гнездо строится из растительного материала около мелководья. В возрасте 60-75 дней молодые птицы становятся на крыло.